# IC 5353
IC 5353 — галактика типу E-S0 (еліптична спіральна галактика) у сузір'ї Скульптор.
Цей об'єкт міститься в оригінальній редакції індексного каталогу.